# KH-7 09
KH-7 09 – amerykański satelita rozpoznawczy. Dziewiąty statek serii KeyHole-7 GAMBIT programu CORONA. Jego zadaniem było wykonanie wywiadowczych zdjęć Ziemi, o rozdzielczości przy gruncie około 46 cm. Rezultaty misji nie są znane.

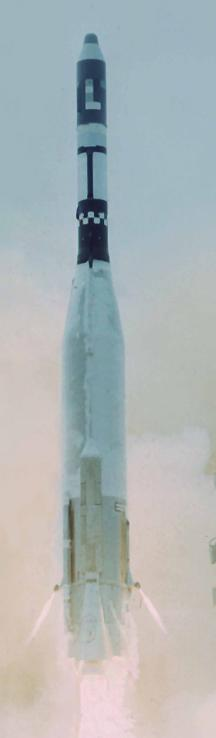
Start Atlasa Ageny D z satelitą KH-7 08